# Pompey (Chacas)
Pompey, o Huallin es un centro poblado peruano del distrito de Chacas, ubicado en la provincia de Asunción, departamento de Áncash. Cuenta con una población aproximada de 400 habitantes dedicada mayormente a labores mineras y ganaderas.
Es uno de los centros poblados más grandes del distrito. Se localiza sobre los 3750 m s. n. m., a unos 6 km del pueblo de Chacas, capital del distrito.

## Historia

### Época preinca
En el Horizonte Medio (700-1200 d. C.), la cultura wari alcanzó su máxima extensión hacia el norte peruano e influyó en los asentamientos de Pirushtu de Huallin y Tayapucru, sitios por encima de los 3500 metros. Durante esa época, la expansión demográfica de varias tribus y su necesidad de poseer tierras fértiles hizo que muchas poblaciones, establecidas en un inicio, en los valles, se vieran obligadas a trasladarse a parajes elevados desde los que se tenía mejor dominio territorial y militar. Pirushtu de Huallin fue abandonado paulatinamente.
A lo largo del período Intermedio Tardío (1200-1438 d. C.) se fundaron nuevos asentamientos en Huacramarca, sobre los 3900 metros, durante un contexto social marcado por las guerras y la escasez. Las principales tribus unidas por el idioma, costumbres y religión, se organizaron en reinos o señoríos, dando lugar al señorío de huari; este y los señoríos de pincos, piscobambas, sihuas y conchucos conformaron la Nación de los Conchucos, en el territorio actual de la Sierra Oriental de Áncash.
Hacia el 1300 d. C., el valle de Chacas y Acochaca albergó al menos seis tribus ubicadas en Chacas, Huallin, Macuash, Pampash y Sapchá y Colpa que florecieron hasta el inicio de la expansión y posterior dominación incaica.

### Asiento minero

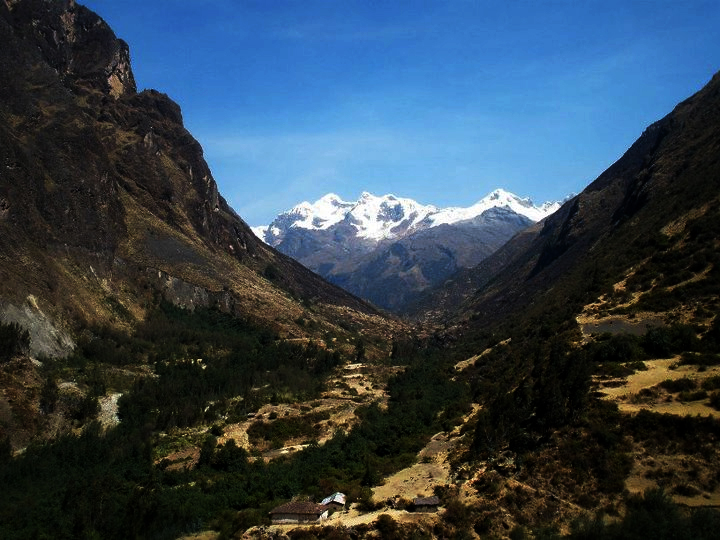
La quebrada Vesubio poseyó gran parte de la riqueza mineral de Chacas desde la época colonial. Durante la época republicana, empresarios europeos la explotaron durante casi 100 años.

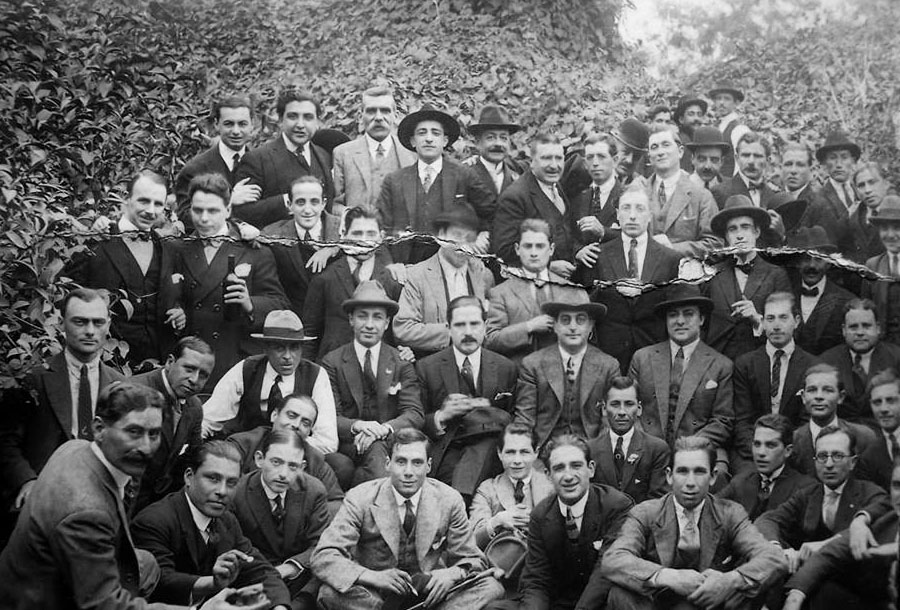
Personal administrativo de la compañía minera El Vesubio a inicios del. Presentes en la fotografía: Domingo y Luis Cafferata D'Lorenzzi y Gerónimo Olivieri Cafferata.

El pueblo de Huallin se formó en torno a la casa hacienda de José Mercedes Amez Navarro y Gerónima Córdoba Aciego, a mediados del siglo XIX. Para finales del mismo siglo, precisamente entre 1880 y 1900, se instalaron en Huallin las dos empresas mineras más importantes del distrito: Pompey y El Vesubio, con inversionistas italianos, croatas e ingleses llegados durante el auge minero del distrito, y a partir de entonces, el pueblo de Huallin pasó a llamarse Pompey en honor a la región natal de los empresarios italianos.
Las empresas mineras producían oro, plata y plomo argentífero. Se construyeron plantas de lixiviación y flotación, hornos de fundición y sistemas de transporte mineral mecanizado. Entre estos empresarios destacaron los cónsules honorarios del Reino de Italia y el Imperio Austrohúngaro, Pedro Cafferata y Francisco Handabaka, además de Rafael Mazzini Garibaldi (descendiente de Giuseppe Mazzini y Giuseppe Garibaldi).
En 1930, las obras de construcción de la carretera que se venía construyendo desde Chacas hacia los asientos mineros de Pompey y Vesubio se paralizaron debido a la derogatoria de la Ley Vial, durante los diez años de vigencia del decreto, se construyeron poco más de 5 km de carretera hasta el sector Chacabamba. Sin embargo, las empresas mineras del distrito continuaron con la construcción del tramo Pompey - Vesubio culminándolo en 1934, un año después llegó el primer automóvil que fue ensamblado en el centro minero por el ingeniero alemán John Nauth Friedel, este auto operó en la quebrada Vesubio por más de 30 años.

### Operación Mato Grosso
Desde la llegada de la Operación Mato Grosso (OMG), hace más de 30 años, el centro poblado cuenta con talleres para la fabricación de estufas de diseño italiano, 2 mini centrales hidroeléctricas y talleres de mecánica. 
La Universidad Católica Sedes Sapientae con sede en Lima, cuenta con una filial en el pueblo, donde se imparten clases de Educación Inicial y Educación Primaria enfocada en jóvenes de escasos recursos, dichos estudios son subvencionados por la Parroquia de Chacas a través de la OMG.